# 류뎬쭤
류뎬쭤(중국어: 刘殿座, 병음: Liú Diànzuò, 1990년 6월 26일 ~ )는 중화인민공화국의 축구 선수이다. 포지션은 골키퍼이며 현재 중국 슈퍼리그의 우한 싼전에 소속되어 있다.